# Катчиково
Катчиково — деревня в Шатурском муниципальном районе Московской области. Входит в состав Дмитровского сельского поселения. Население — 11 чел. (2013).

## Расположение
Деревня Катчиково расположена в южной части Шатурского района, расстояние до МКАД порядка 148 км. Высота над уровнем моря 132 м.

## Название
В письменных источниках деревня упоминается как Нарлекс, позднее Катчиково.
Название Катчиково произошло от фамилии владельца деревни.

## История
Впервые упоминается в писцовой Владимирской книге В. Кропоткина 1637—1648 гг. как деревня Нарлекс Ильмянской кромины волости Муромское сельцо Владимирского уезда Замосковного края Московского царства. Деревня принадлежала Ивану Леонтьевичу Катчикову.
Последними владельцами деревни перед отменой крепостного права были помещики Филиппов и Севастьянов.
После отмены крепостного права деревня вошла в состав Дубровской волости.
В советское время деревня входила в Бородинский сельсовет.

## Население
| 1858 | 1859 | 1868 | 1885 | 1905 | 1970 |
| ---- | ---- | ---- | ---- | ---- | ---- |
| 93   | ↘83  | ↗102 | ↗121 | ↗192 | ↘62  |
| 1993 | 2002 | 2006 | 2010 | 2011 | 2013 |
| ↘25  | ↘14  | ↘12  | ↘8   | ↗13  | ↘11  |

## Галерея

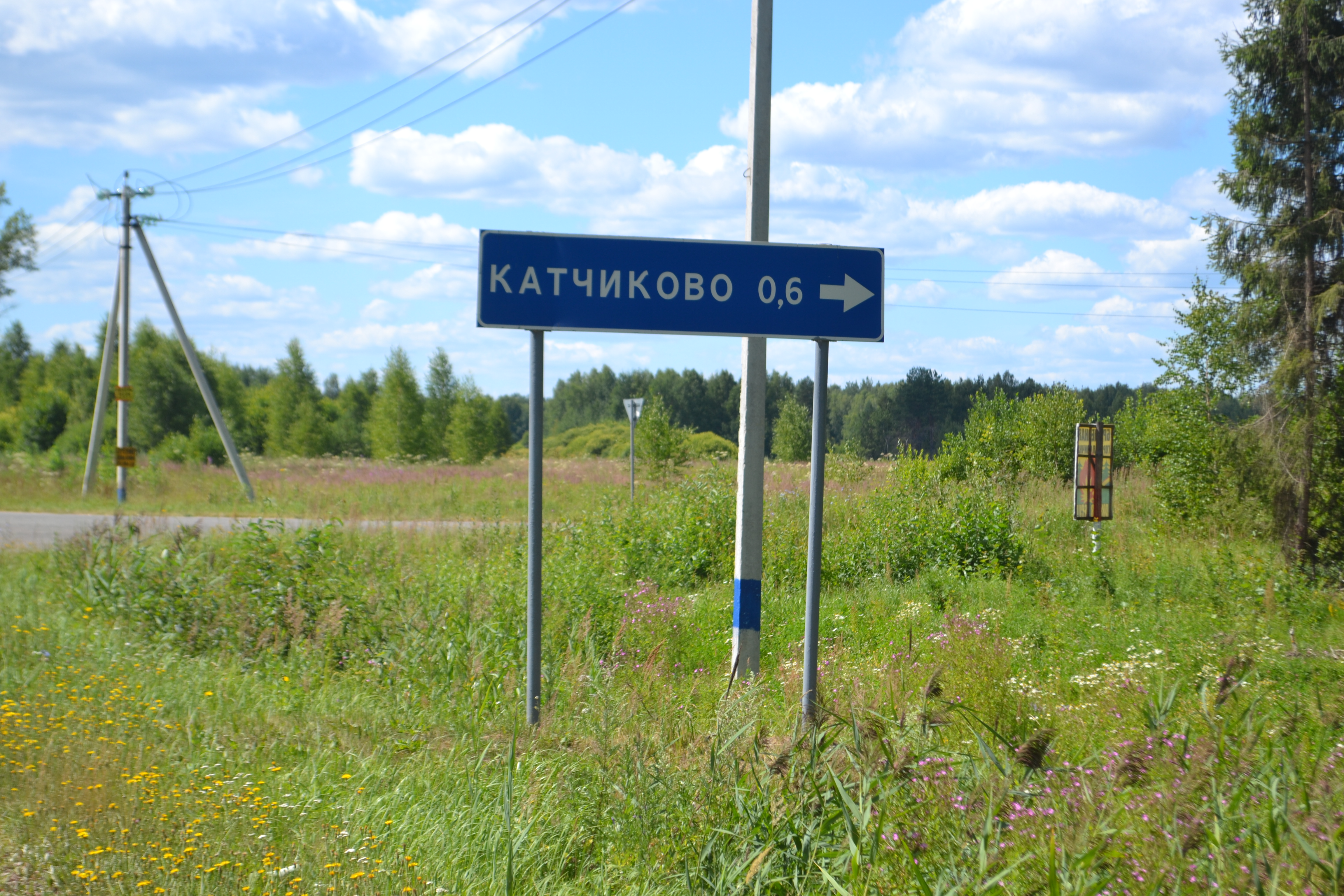
Дорожный указатель на деревню
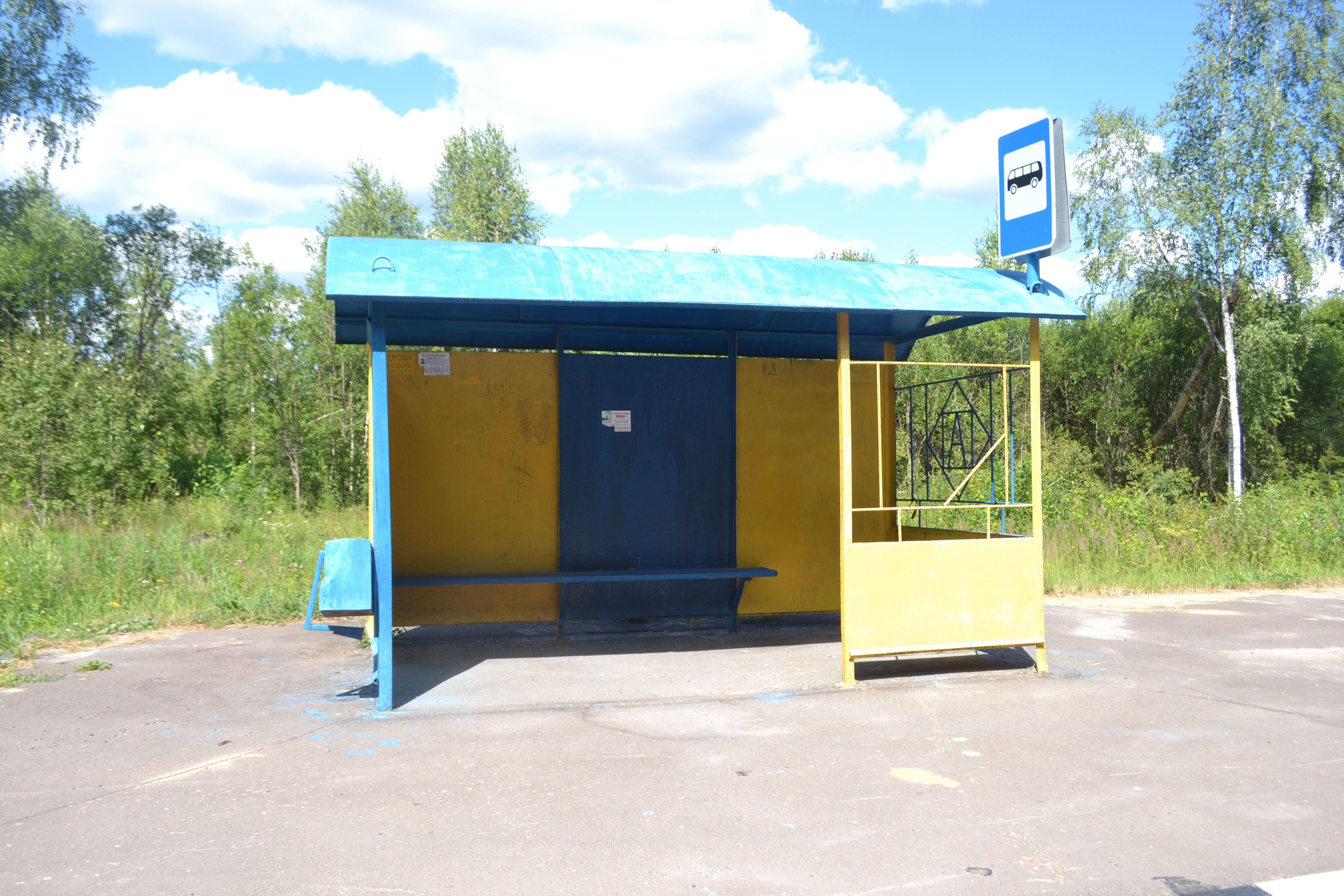
Остановка Катчиково
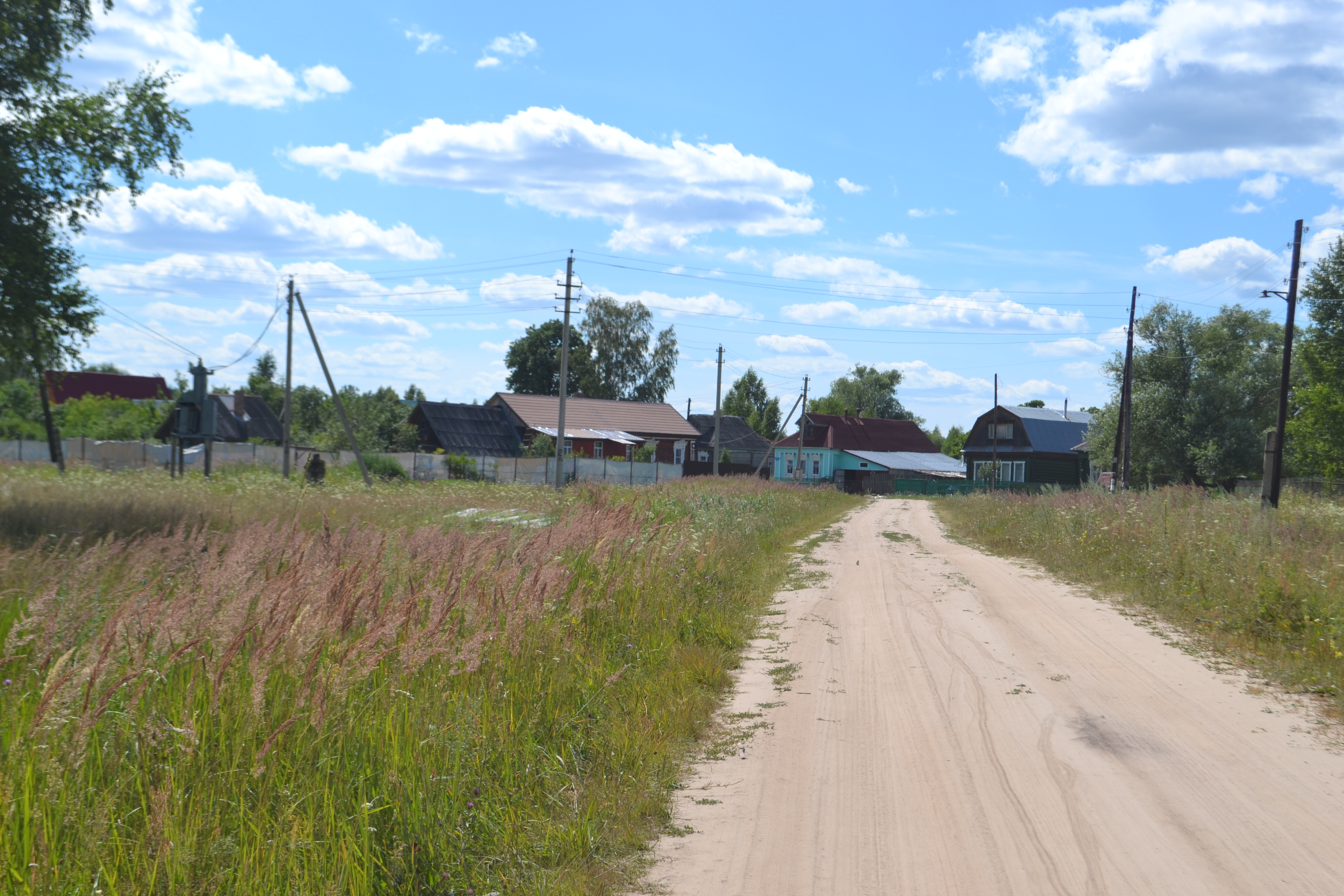
Катчиково
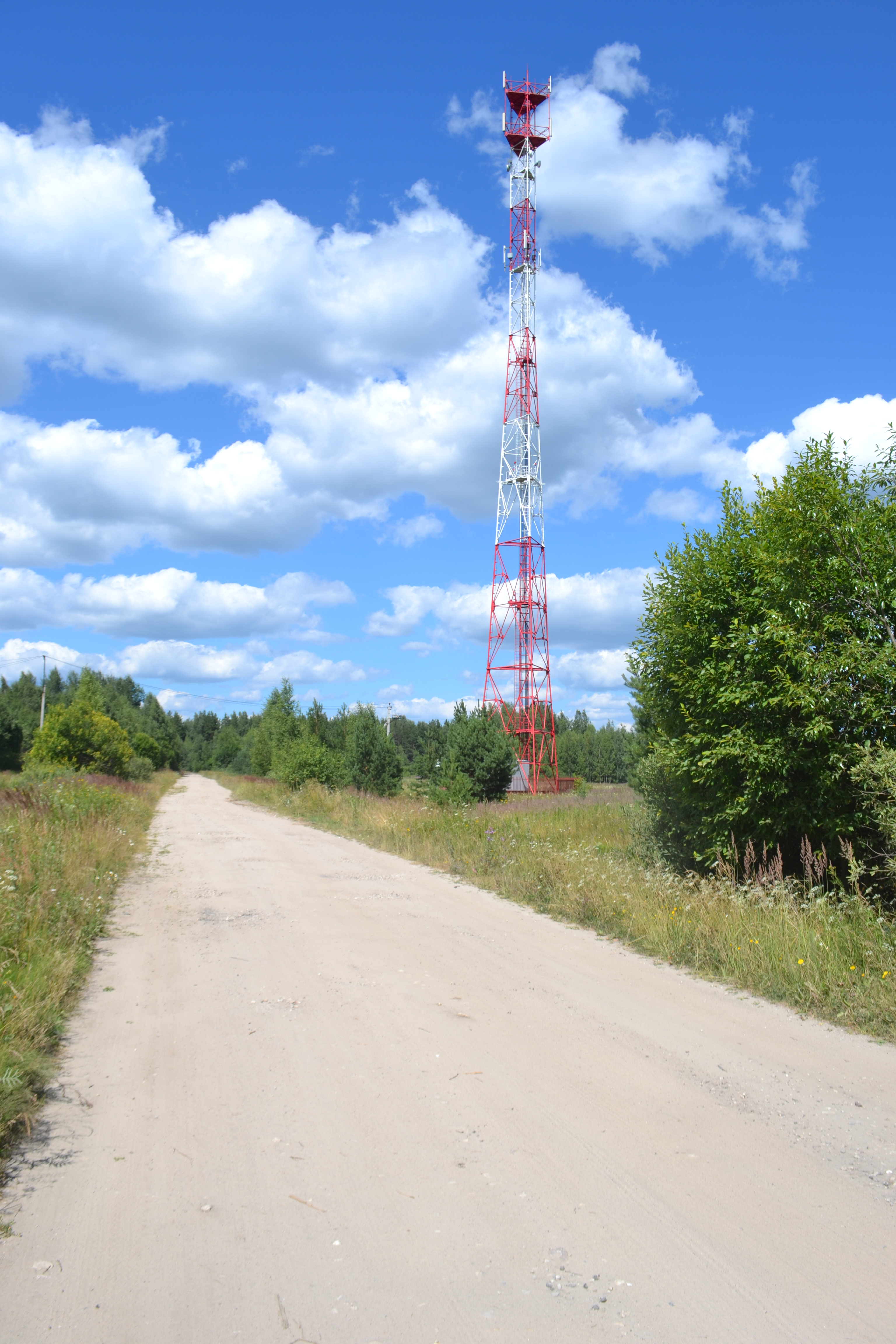
Сотовая вышка в деревне